# Чарнявский, Болеслав Болеславович
Болеслав Болеславович Чарнявский (Чарнавский) (пол. Boleslaw Czarniawski) (27 июля 1898 года — 26 сентября 1961 года) — советский и польский военачальник, генерал-полковник артиллерии (1946).

## Биография
Поляк. В 1916 году окончил школу в Пскове и поступил в Петроградский политехнический институт.
В октябре 1916 года был призван в императорскую армию, служил в 45-й артиллерийской бригаде.
В декабре 1918 года был призван в РККА, участвовал в Гражданской войне в 1918—1921 годах, воевал на Южном и Западном фронтах, участвовал в советско-польской войне, воевал с белофиннами, в 1919 году был ранен. В 1919 году вступил в ВКП(б). Участвовал в подавлении Тамбовского восстания.
После войны служил в РККА на различных должностях, в 1928 году окончил Академию им. Фрунзе, в 1935 году был назначен командующим артиллерией 19-го стрелкового корпуса, с 1940 года — преподаватель Артиллерийских КУКС. Перед войной назначен командующим артиллерией 42-го стрелкового корпуса.
В Великой Отечественной войне участвовал с 22 июня 1941 года на той же должности, с 14 октября 1941 года — командующий артиллерией Кандалакшской оперативной группы войск, с 27 марта 1942 года — 19-й армии, затем командовал артиллерией 32-й армии, 70-й армии, 11-й армии, 2-й ударной армии. Д. И. Скоробогатов вспоминал о нём: 

До этой встречи я не знал генерала Б. Б. Чарнявского, но сразу же после первого знакомства проникся к нему симпатией и доверием. Необычайно мягкий, деликатный человек, он умел воздействовать на людей. Все его приказы и распоряжения свидетельствовали о глубоких знаниях и большом опыте. В этом обаятельном командире сочетались человечность и твердость характера. В короткий срок он при помощи офицеров штаба артиллерии армии смог смассировать огонь артиллерии по контратакующему противнику… Этот высокий, слегка сутулый генерал всегда вспоминается мне как человек удивительной доброты и душевного таланта— Скоробогатов Д. И. Однополчане
.
1 мая 1944 года назначен командиром артиллерийской школы офицеров в Барнауле. С 20 августа 1944 года — командующий артиллерией Войска Польского, на этой должности до конца войны.
После войны — командующий артиллерией Польши, с 1 марта 1946 года — главный инспектор артиллерии Польши. Из-за конфликта с М. Роля-Жимерским в октябре 1948 года ушел в отставку по собственному желанию и вернулся в СССР. Командовал артиллерией военного округа, с 1956 года — начальник кафедры в Военной академии им. Фрунзе.
Умер в Москве в 1961 году, похоронен на Новодевичьем кладбище.

Могила Чарнявского на Новодевичьем кладбище Москвы.

## Звания
- генерал-майор артиллерии — 04.08.1942
- генерал-лейтенант артиллерии — 01.07.1944
- генерал-полковник артиллерии — 11.07.1946

## Награды

### СССР
- Орден Ленина
- три Ордена Красного Знамени — 04.1942; 07.1942;
- два Ордена Кутузова 1-й степени — 07.08.1943; 09.08.1945
- Орден Красной Звезды — 1940
- Медаль «За оборону Ленинграда»
- Медаль «XX лет РККА» — 1938

другие медали

### Польша
- Орден «Крест Грюнвальда» 2-й степени — 1945
- Орден Возрождения Польши (командор) — 1945
- Золотой Крест Заслуги — 1946